# Oflag XII B

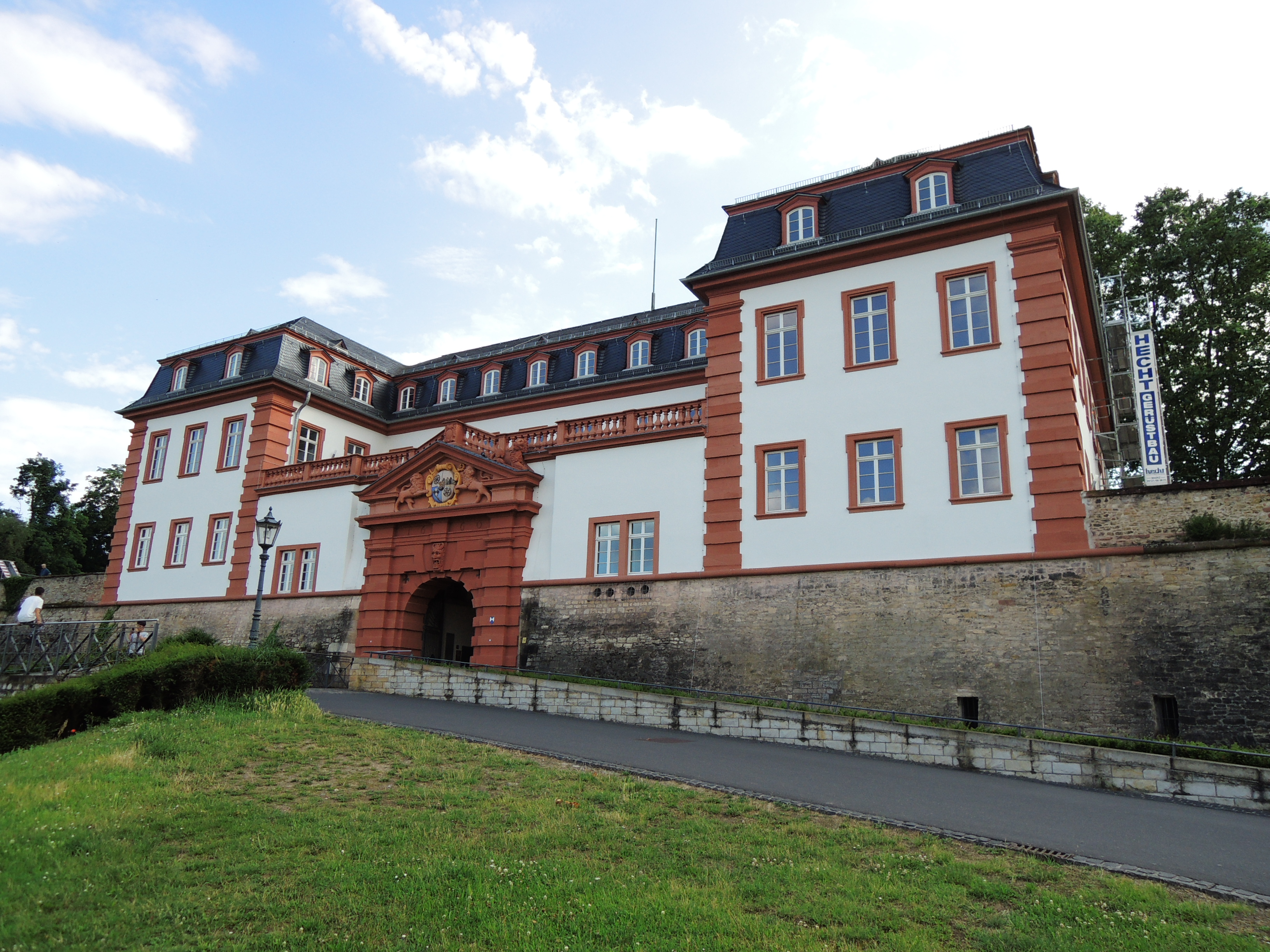
Mainzer Zitadelle

Das Oflag XII-B war ein deutsches Offizierslager für alliierte kriegsgefangene Offiziere während des Zweiten Weltkriegs in Mainz, ab Juni 1942 in Hadamar (ehemals Oflag XII-A), in der Mainzer Zitadelle.

## Geschichte
Im Juni 1940 wurden britische, belgische, niederländische und französische Offiziere nach dem Ende des Westfeldzugs aus Durchgangslagern in Frankreich und Belgien nach Mainz transportiert. Im Juni 1942 wurden alle Insassen in das Oflag XII-A in Hadamar bei Limburg verlegt, welches in Oflag XII-B umbenannt wurde.

## Bekannte Gefangene
- Fernand Braudel, französischer Historiker, ab Juni 1941 bis zu seiner Verlegung zum Oflag X-C im Juni 1942
- Abraham Salmon Glück, französischer Offizier